# Paralovenia latigaster
Paralovenia latigaster is een hydroïdpoliep uit de familie Cirrholoveniidae. De poliep komt uit het geslacht Paralovenia. Paralovenia latigaster werd in 2004 voor het eerst wetenschappelijk beschreven door Xu & Huang. 